# Каражота
Каражо́та (каз. Қаражота) — село у складі Єнбекшиказахського району Алматинської області Казахстану. Адміністративний центр Каражотинського сільського округу.
Населення — 2417 осіб (2021; 3728 у 2009, 2737 у 1999, 2927 у 1989).